# Carmen (film 1933)
Carmen è un cartone animato del 1933 diretto da Lotte Reiniger basato sull'opera omonima.

## Trama
Prima parodia sull'opera di Carmen, dopo la pellicola di Charlie Chaplin, sotto forma di cartone animato.
La bella gitana seduce un uomo (Don Josè probabilmente) e lo convince a venire nel suo campo di zingari per derubarlo dei suoi averi e di tutti i vestiti. Carmen poco dopo si stufa di lui e comincia a frequentare il torero Escamillo e, mentre Don Josè la sta cercando con un coltello, la ragazza butta il suo anello di fidanzamento, prende una rosa dalla bocca di un toro su cui salta in groppa e fugge via col suo amante.